# Тыргетуй (Забайкальский край)
Тыргетуй (бур. Тэргэтэй — «с телегой», «тележный») — село в юго-западной части Карымского района Забайкальского края России.
Население — 1004 чел. (2021).

## География
Расположено на правом берегу реки Большой Туймак, левом притоке реки Тура. До районного центра, Карымского, 62 км. До Читы 96 км. В состав сельского поселения «Тыргетуйское» входят также сёла Кумахта и Шара-Горохон.

## История
Основано в 1799 году по указу Павла I. В 1929 году жители села приняли участие в Тыргетуйском крестьянском восстании.

## Население
| 2002 | 2010  | 2021  |
| ---- | ----- | ----- |
| 829  | ↗1032 | ↘1004 |

## Предприятия и культура
В селе имеются средняя школа, детский сад, Дом культуры, ФАП, КП-6 УФСИН России по Забайкальскому краю. Основное занятие жителей — сельскохозяйственное производство в коллективном (МУП «Тыргетуйское») и личных подсобных хозяйствах. В селе находятся памятные знаки в честь И.Ф. Пакулова, руководителя коммуны, и А.Ф. Шестиперова, комсомольца, а также в честь воинов-земляков, погибших в Великой Отечественной войне.